# تنظیمات (ویندوز)
تنظیمات (انگلیسی: Settings) (که با عنوان پی‌سی ستینگ یا تنظیمات کامپیوتر (به انگلیسی: PC setting) نیز شناخته می‌شد) بخشی از مایکروسافت ویندوز است. این بخش به کاربران امکان می‌دهد ترجیحات کاربری خود را تنظیم کنند، سیستم عامل خود را پیکربندی کنند و دستگاه‌های متصل به رایانهٔ خود را مدیریت کنند. مایکروسافت برنامهٔ تنظیمات را با ویندوز سرور ۲۰۱۲ و ویندوز ۸ معرفی کرد و در ابتدا قصد داشت آن را جایگزین کنترل پنل ویندوز کند، چیزی که پس از یک دهه اتفاق نیفتاد.